# 関彩
関 彩（せき あや、1980年3月14日 - ）は、日本で活動していた女優、タレント、グラビアアイドル。東京都出身。活動当時はアクターズエージェンシーに所属していた。
旧芸名は関 さちよ（せき さちよ）、本名は関 幸代（せき さちよ）。

## 来歴
10代の頃より『週刊プレイボーイ』や『sabra』などのグラビアページに登場。同時に女優、タレントとしても活動し、1998年発売のゲームソフト『街 〜運命の交差点〜』で注目を集めた。2004年の映画『TOKYO NOIR』では、ヌードでの大胆な濡れ場を演じた。

## 人物
身長：163cm、バスト：88cm、ウェスト：62cm、ヒップ：93cm、靴のサイズ：24.5cmもしくは25cm。血液型はO型。
趣味はリフレクソロジーのマッサージ通い、食べ歩き。

## 出演

### ゲームソフト
- 街 〜運命の交差点〜（1998年、チュンソフト） - 秋葉美奈子 役

### テレビドラマ
- 外科医・夏目三四郎（1998年10月 - 12月、テレビ朝日）
- ブースカ! ブースカ!!（1999年10月 - 2000年6月、テレビ東京） - 郷ジャスコ 役
- 笹沢左保サスペンス 危険な協奏曲（2000年1月 - 2月、NHK BS2）
- 一絃の琴（2000年3月 - 7月、NHK総合テレビ） - 千家朝於 役

### テレビ番組
- ウィークエンドライブ 週刊地球TV（テレビ朝日）
- Get遊（TBS）
- トゥナイト2（テレビ朝日） - 2000年よりリポーター
- うるおい宣言!（テレビ朝日）
- 気になる!（テレビ朝日）
- Info-CX（フジテレビ） - JR東日本インフォマーシャル「JRスキー あの頃をもう一度」編

### CM
- ENEOS
- ろうきん
- キリン 樽生一番搾り
- 三井不動産
- コニカ
- 日本マテリアル

### 映画
- TOKYO NOIR（2004年、監督：石岡正人/熊澤尚人） - 奈緒 役[2]

### 舞台
- 川中美幸座長公演「お喜久恋歌 一番纏」（2006年9月、明治座）